# Todd Rokita
Theodore Edward Rokita, dit Todd Rokita, né le 9 février 1970 à Chicago, est un homme politique américain, membre du Parti républicain et élu de l'Indiana à la Chambre des représentants des États-Unis de 2011 à 2019. Il est auparavant secrétaire d'État de l'Indiana de 2002 à 2010. Rokita est attorney general de l’Indiana depuis janvier 2021.

## Biographie
Todd Rokita étudie d'abord au Wabash College (en), où il s'implique en politique au sein du Parti républicain. En 1995, il est diplômé en droit de l'université de l'Indiana et devient avocat. Deux ans plus tard, il rejoint le secrétariat d'État de l’Indiana. Il est lui-même élu secrétaire d'État de 2002 à 2010. Durant son mandat, il apporte des propositions pour réduire le gerrymandering, rejetées par la législature de l'Indiana, et défend jusqu'à la Cour suprême des États-Unis une loi obligeant les électeurs à présenter une pièce d'identité avec photographie pour voter.
En 2010, pressenti pour être candidat au Sénat, Rokita se présente finalement à la Chambre des représentants des États-Unis dans le 4e district de l'Indiana pour succéder au républicain Steve Buyer (en). Il remporte facilement la primaire républicaine puis est élu en rassemblant 68,6 % des voix, devant le démocrate David Sanders (26,3 %) et le libertarien John Duncan (5,2 %). En 2011, la législature redessine les circonscriptions et met la maison de Rokita à 500 mètres en dehors de son district. Il est réélu avec 62 % des suffrages en 2012 et 66,9 % en 2014.
Lorsque Mike Pence est choisi comme colistier de Donald Trump en 2016, il tente sans succès d'obtenir la nomination républicaine au poste de gouverneur de l'Indiana,. Le lieutenant-gouverneur Eric Holcomb lui est préféré. Il est réélu représentant en novembre 2016.
Rokita abandonne son siège de représentant pour se présenter aux élections sénatoriales de 2018 face au démocrate Joe Donnelly. Lors des primaires républicaines, Rokita et son collègue Luke Messer passent plusieurs mois à dépenser des millions de dollars pour se critiquer l'un et l'autre. Leur inimitié remonterait à leurs études au Wabash College, trente ans plus tôt. Un troisième candidat, l'homme d'affaires Mike Braun les critique pour être des politiciens professionnels indifférenciables. Braun remporte finalement la primaire avec 41 % des suffrages tandis que Messer et Rokita finissent autour de 30 %.
Rokita souhaite devenir attorney general de l'Indiana lors de l'élection de novembre 2020. Il bat le sortant républicain Curtis Hill (en) lors de la primaire républicaine en juin 2020 (52 % contre 48 %) et le démocrate Jonathan Weinzapfel (en) en novembre (58 % contre 42 %),,.